# Hans Åkerblom
Hans Kristian Åkerblom, född 25 november 1934 i Ekenäs, död 19 augusti 2019 i Helsingfors, var en finländsk läkare, specialist i barnsjukdomar och pediatrisk endokrinologi.
Åkerblom blev medicine och kirurgie doktor 1966.  Han var 1973–1979 biträdande professor i pediatrik vid Uleåborgs universitet, 1980–1985 biträdande överläkare vid I pediatriska kliniken vid Helsingfors universitetscentralsjukhus, 1982–1983 professor i pediatrik vid Umeå universitet och 1985–1999 svenskspråkig professor i pediatrik vid Helsingfors universitet samt överläkare vid Barnkliniken vid Helsingfors universitetscentralsjukhus.
Åkerbloms forskningsområde är typ 1-diabetes, där han har gjort banbrytande kliniska och epidemiologiska studier. Han har studerat genetiska faktorers och miljöfaktorers, speciellt virusinfektioners och komjölkens, roll vid uppkomsten av typ 1-diabetes. Utifrån Åkerbloms och andras observationer har man startat ett stort internationellt samarbetsprojekt, som syftar till att förebygga uppkomsten av diabetes, och Åkerblom arbetar som ansvarig forskare inom projektet.
Åkerblom tilldelades 1999  J.W. Runebergs pris.